# Pristimantis chloronotus
Espèce
Synonymes
- Eleutherodactylus chloronotus Lynch, 1969

Statut de conservation UICN

 LC  : Préoccupation mineure
Pristimantis chloronotus est une espèce d'amphibiens de la famille des Craugastoridae.

## Répartition
Cette espèce se rencontre entre 1 900 et 3 400 m d'altitude dans la cordillère Orientale :
- en Équateur dans les provinces de Sucumbíos et de Napo ;
- en Colombie dans les départements de Nariño et de Putumayo.

## Publication originale
- Lynch, 1969 : Identity of two Andean Eleutherodactylus with the description of a new species (Amphibia: Leptodactylidae). Journal of Herpetology, vol. 3, p. 135-143.